# Chiesa di Santa Croce (Alassio)
La chiesa di Santa Croce è un luogo di culto cattolico situato nella località di Santa Croce, lungo l'omonima strada panoramica, nel comune di Alassio in provincia di Savona.

## Storia e descrizione
La chiesa è situata lungo l'antico percorso della strada romana e fu edificata nell'XI secolo dai monaci benedettini provenienti dalla vicina isola Gallinara. Una delle prime citazioni riguardanti la presenza dell'edificio è una bolla pontificia di papa Alessandro III, datata al 1169.
L'edificio, in pietra, è stato costruito in stile romanico sulla roccia e sono ancora oggi conservati i muri perimetrali originali, se pur in condizioni non ottimali. L'abside originale presenta strette feritoie mentre la parte superiore, rimaneggiata in seguito, presenta un'apertura ad arco ogivale in mattoni del XIV o XV secolo; il porticato è del XVI secolo.
La struttura fu interessata ad un intervento restaurativo e di conservazione, specialmente della facciata romanica e del tetto, nel periodo tra gli anni cinquanta e gli anni sessanta del XX secolo.